# Matsudaira Munemasa
Matsudaira Munemasa est un nom japonais traditionnel ; le nom de famille (ou le nom d'école), Matsudaira, précède donc le prénom (ou le nom d'artiste).
Matsudaira Munemasa (松平 宗昌, 1675 – 1724) est un daimyo de l'époque d'Edo, à la tête du domaine de Fukui dans la province d'Echizen.

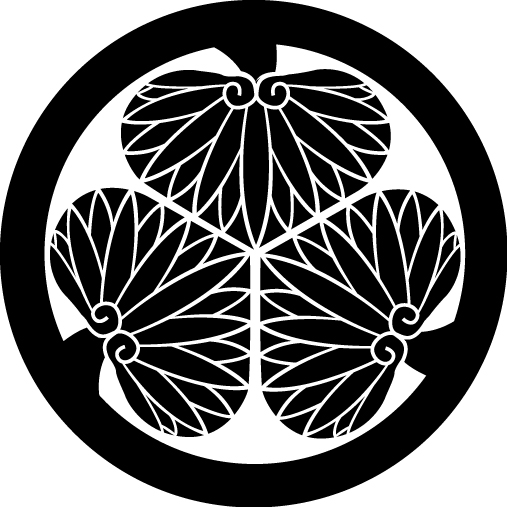
Emblème (mon) du clan Matsudaira.

Après la mort de son père, Munemasa prend la tête du domaine de Matsuoka. En 1721, il est nommé daimyo du domaine de Fukui. Lorsqu'il devient seigneur de Fukui, Matsuoka est aboli et ses possessions d'une valeur de 50 000 koku sont fusionnées avec Fukui. Il est protecteur des arts.